# Eta Trianguli Australis
Eta Trianguli Australis (η TrA, η Trianguli Australis) é uma estrela na constelação de Triangulum Australe. Tem uma magnitude aparente de 5,88, sendo visível a olho nu apenas em boas condições de visualização. Com base em medições de paralaxe, está localizada a aproximadamente 764 anos-luz (234 parsecs) da Terra. É também designada de Eta1 Trianguli Australis, apesar de não haver outras estrelas com a mesma designação de Bayer.
Eta Trianguli Australis é uma estrela brilhante e massiva, tendo um tipo espectral de B7 IVe, o que significa que é classificada com uma subgigante de classe B. Sua massa equivale a 3,76 vezes a massa solar. Emite energia a uma taxa 318 vezes maior que a solar a uma temperatura efetiva de aproximadamente 12 160 K, a qual lhe dá a coloração azul-branca típica de estrelas de classe B. Nenhuma estrela companheira é conhecida.